# Давыдово (Струго-Красненский район)
Давыдово — деревня в Струго-Красненском районе Псковской области России. Входит в состав сельского поселения «Марьинская волость».

## География
Находится на северо-востоке региона, в северо-западной части района, в лесной местности у р. Желча, около д. Борки.
Уличная сеть не развита.

## История
Согласно Закону Псковской области от 28 февраля 2005 года деревня Давыдово вошла в состав образованного муниципального образования Сиковицкая волость.
До апреля 2015 года деревня Давыдово входила в Сиковицкую волость.
В соответствии с Законом Псковской области от 30 марта 2015 года № 1508-ОЗ деревня Давыдово, вместе с другими селениями упраздненной Сиковицкой волости, вошла в состав образованного муниципального образования «Марьинская волость».

## Население
| 2001 | 2002 | 2010 | 2011 |
| ---- | ---- | ---- | ---- |
| 20   | ↘18  | ↘11  | ↘8   |

## Инфраструктура
Личное подсобное хозяйство. Вывоз леса, деревообработка.
Почтовое отделение, обслуживающее д. Давыдово, — 181114; расположено в бывшем волостном центре д. Сиковицы.

## Транспорт
Автодорога местного значения «Струги Красные — Зовка» (58К-578). Остановка «Давыдово», автобус по маршруту 102.